# ドロテーア・シュレーゲル
ドロテーア・シュレーゲル（独: Dorothea Friederike Schlegel, 生名　独: Veronica "Brendel" Mendelssohn, 1763年10月24日 - 1839年8月3日）は、ドイツロマン主義時代を代表するユダヤ系の女流作家・文芸評論家（キリスト教徒）。同時代のドイツロマン主義を代表する評論家フリードリヒ・シュレーゲルの妻であることでも有名で、同時代の哲学者・文学者とも親交があり、影響をあたえた。父親は、ドイツ啓蒙主義を代表する哲学者・モーゼス・メンデルスゾーン、前夫は銀行家ジーモン・ファイト（Simon Veit）であったので、ドロテーア・ファイトの名でも知られている。

## 年譜
- 1763年10月24日、プロイセン王国首都ベルリンでモーゼス・メンデルスゾーンの次女ベロニカ・メンデルスゾーンとしに生まれた。ユダヤ名ではブレンデルと呼ばれた。父親が有名な学者であったことあり、絵画やピアノ、フランス語を幼少時から教えられた。
- 1778年、15歳で父親の勧めにより銀行家のジーモン・ファイトと結婚、ドロテーア・ファイトとなった。
- 1790年に、ヨーナス・ファイトが誕生。
- 1793年にはフィリップ・ファイトが誕生。夫ジーモンは芸術にも文学にも疎く、関心すら示さなかったのは、彼女にとって苦痛であった｡そんな中、当時の精神世界の基盤にもなっていたベルリンにあるサロンへ行くことにより、新境地を拓こうと考えた｡中でも、彼女が出入りしたヘンリエッテ・ヘルツ(哲学者イマヌエル・カントの弟子、マルクス・ヘルツの妻)サロンは、高名な哲学者・文学者が出入りし、影響も大きかった｡
- 彼女はここでフリードリヒ・シュレーゲルに逢い、夫を棄て、1799年に離婚した。彼女は次男フィリップ（後にナザレ派の画家として知られる）を引き取った。彼女の住居はシュレーゲル兄弟を始めとする文人たちの出入りするサロンとなった。
- 1799年、フリードリヒが書いた『ルツィンデ』は彼女との関係が反映されていると見られスキャンダルとなった。また1801年にはドロテーアが『フロレンティン』を著し、これはフリードリヒにより匿名で出版された。
- 1802年から1804年にかけてフリードリヒとパリに住み、その後プロテスタントとして結婚した。1808年にはプロテスタントからカトリックに改宗した。

## 『ルツィンデ』
夫であるシュレーゲルの初期代表作のひとつ『ルツィンデ』の中で、主人公の画家ユリウスの内心を安定させ、彼の芸術を成熟させた女性として描かれる3番目の女性ルツィンデはドロテーアがモデルとされている。当時ドロテーアはシュレーゲルより7歳年上で、2人の子持ちであったが、前夫と別れてシュレーゲルと再婚した。ユダヤ人の夫を捨て、プロテスタントとして結婚したため、周囲のユダヤ人社会から少なからぬ非難を受けた。